# بيدرو هنريكي
بيدرو هنريكي (بالبرتغالية: Pedro Henrique Pereira da Silva‏) (18 ديسمبر 1992 بغويانيا في البرازيل - ) هو لاعب كرة قدم برازيلي في مركز الدفاع. لعب مع نادي غوياس.

## روابط خارجية
- بيدرو هنريكي على موقع قاعدة بيانات كرة القدم.إي يو (الإنجليزية)
- بيدرو هنريكي على موقع Soccerway.com (الإنجليزية)
- بيدرو هنريكي على موقع AS.com (الإسبانية)